# Liareds socken
Liareds socken i Västergötland ingick i Redvägs härad, ingår sedan 1974 i Ulricehamns kommun och motsvarar från 2016 Liareds distrikt.
Socknens areal är 45,8 kvadratkilometer varav 43,84 land. År 2000 fanns här 231 invånare.  Kyrkbyn Liared med sockenkyrkan Liareds kyrka ligger i socknen. 

## Administrativ historik
Socknen har medeltida ursprung. Vid en tidpunkt efter 1546 införlivades den del av Igelsereds socken som ej uppgick i Knätte socken.
Vid kommunreformen 1862 övergick socknens ansvar för de kyrkliga frågorna till Liareds församling och för de borgerliga frågorna bildades Liareds landskommun. Landskommunen uppgick 1952 i Redvägs landskommun som 1974 uppgick i Ulricehamns kommun. Församlingen uppgick 2006 i Redvägs församling.
1 januari 2016 inrättades distriktet Liared, med samma omfattning som församlingen hade 1999/2000.  
Socknen har tillhört län, fögderier, tingslag och domsagor enligt vad som beskrivs i artikeln Redvägs härad. De indelta soldaterna tillhörde Älvsborgs regemente, Redvägs kompani och Västgöta regemente, Vartofta kompani.

## Geografi
Liareds socken ligger öster om Ulricehamn kring Tidan med Strängseredssjön i söder och Jogen i norr. Socknen har odlingsbygd i ådalen och är i övrigt en kuperad skogsbygd.

## Fornlämningar
En hällkista från stenåldern är funnen. Från bronsåldern finns gravrösen och stensättningar. Från järnåldern finns gravar och en domarring.

## Namnet
Namnet skrevs 1351 Leiaryd och kommer från kyrkbyn. Efterleden är ryd, 'röjning'. Förleden kan innehålla lie syftande på jämn och stenfri mark.